# فكري ياسين
فِكْري ياسِين (1314 هـ - 1370 هـ / 1897 - 1951م)، أديب وعالم أزهري، من أهل مصر.
هو فكري بن ياسين الأزهري،  هو أحد علماء الأزهر الأجلاء.. كان هينا لينا مهذب النفس، بعيدا عن اللغو واللهو، وكانت همته مصروفة إلى زيادة مادته العلمية، بمعالجة المسائل الإجتماعية الكبرى بالتحليل الدقيق تحت ضوء الدين والعلم، فكان في كل ما يكتبه مفيدا لقارئه يأتي له بشيء جديد، وهذه ميزة علمية نادرة. ولد ببلدة «قصر هور» مركز «ملوى» في 24 يناير 1897، وهو من أسرة مشهورة بالعلم، فوالده كان من العلماء، وجده كان عالما. شارك في الحركو الوطنية 1919م واعتقل.

## نشأته وعلومهِ
وقد تعلم في الأزهر، ونال الشهادة العالمية النظامية منه سنة 1925، ودرس فيه علوم اللغة والأدب على الشيخ سيد علي المرصفي ـ الذي كان معروفا بشيخ اللغة في ذلك الوقت ـ والشيخ مصطفى عبد الرازق، والشيخ مصطفى القاياتي، وتلقى كثيرا من العلوم الأخرى، مثل الفقه والأصول والبلاغة والنحو والتصريف وعلوم القرآن والسنة والفلسفة والمنطق وغيرها عن كثير من علماء الأزهر البارزين في ذلك العصر، من أشهرهم الشيخ محمد بخيت والشيخ محمد حسنين والشيخ حسين والي.

## منجزاته وأعماله
- في سنة 1926 عين مدرسا في الأزهر، وأسند إليه تدريس مادتي الأدب والتاريخ فوضع في المادة الأولى مؤلفا في جزءين، ووضع في المادة الثانية مؤلفا في ثلاثة أجزاء، واختير إلى جانب ذلك سكرتيرا لجمعية الهداية الإسلامية، ومحررا بمجلتها.
- في سنة 1931 فصل من الأزهر مع عدد كبير من العلماء، فصلهم الشيخ الظواهري، وكان منهم الشيخ الزنكلوني والشيخ العدوى والشيخ دراز والشيخ شلتوت والشيخ فكري، ولقد كان هذا الفصل سببا قويا في نشاطه فأخذ ينشر آراءه في الجهاد والبلاغ والكوكب والسياسة اليومية والأسبوعية والوادي.
- في فبراير سنة 1935، أعيد إلى التدريس في الأزهر وندب مع قيامه بالتدريس في القسم الثانوي سكرتيرا للجنة الفتوى.
- في سنة 1938 اختير مدرسا بكلية الشريعة ثم وكيلا لمعهد قنا.
- أعيد إلى كلية الشريعة، وجاء الشيخ مصطفى عبد الرازق فنقل من الكلية إلى معهد الزقازيق، ثم أعيد إلى الكلية مرة أخرى حتى جاء الأستاذ الشيخ مأمون الشناوي، وكان قد خبره وعرف فيه مراقبا مساعدا لمكتب البحوث والثقافة بالأزهر.[3]

## آثاره
من آثاره: «غريب القرآن» و«أعلام القرآن» و«التجارة في الإسلام» و«الفقه والفقهاء».

## وفاته
توفي في الساعة الرابعة بعد عصر يوم الثلاثاء 21 ربيع الآخر 1370 هـ الموافق 29 يناير 1951م.